# Mr. Nice Guy
Mr. Nice Guy (conocida como El invencible en Latinoamérica y El superchef en España) es una película de acción de Hong Kong de 1996 dirigida por Sammo Hung y protagonizada por Jackie Chan y Richard Norton. Fue estrenada en Hong Kong el 31 de enero de 1997. Mr. Nice Guy presenta la colaboración entre los reconocidos artistas marciales Jackie Chan y Richard Norton, reuniéndolos por primera vez desde la película City Hunter de 1993.

## Sinopsis
Una periodista de televisión llamada Diana (Gabrielle Fitzpatrick) graba imágenes de un trato de cocaína que salió mal entre la mafia italiana y una pandilla callejera llamada "Los Demonios" con el jefe de la mafia Giancarlo (Richard Norton) matando al líder de los Demonios. El compañero de Diana, Richard, es capturado y se topa con el chef de televisión Jackie (Jackie Chan), que la ayuda a escapar de la mafia. Durante la persecución, accidentalmente cambia la cinta de video del narcotráfico con uno de los videos de cocina de Jackie de una caja de cintas, que luego le entrega a su amigo Romeo, un oficial del departamento de policía de la ciudad.

## Reparto
- Jackie Chan - Jackie
- Richard Norton - Giancarlo
- Miki Lee - Miki
- Karen McLymont - Lakeisha
- Gabrielle Fitzpatrick - Diana
- Vince Poletto - Romeo
- Barry Otto - Baggio
- Sammo Hung - ciclista